# 貼地考察Follow牙
《貼地考察Follow牙》（Followers）是香港電視娛樂為香港貿易發展局而製作的節目, 由Artem Ansheles主持。Artem Ansheles和20位香港年輕人遊歷哈薩克和新疆，感受「一帶一路」地區及中亞國家的潛力及機遇。是次青年交流團由香港貿易發展局「一帶一路」委員會中小企業及青年工作小組，聯同「帶路先鋒」合辦。期望讓年輕人透過電視及社交媒體等渠道感受旅程點滴，加深對「一帶一路」倡議的認識。節目每集爲3分鐘。

## 節目大綱
20個香港年青人同俄仔 Ansheles一齊衝出香港，向中亞地區出發！這個貼地考察行程除了影相打卡同文化交流之外， 並特別到訪哈薩克旅遊熱點 Green Bazaar！在言語不通的情況下，團友們會面對什麼挑戰，又會否笑料百出呢？

## 外部連結
- ViuTV：貼地考察Follow牙 （页面存档备份，存于）